# Christina Cox
Christina Cox (Toronto, 31 luglio 1971) è un'attrice e stuntwoman canadese.

## Biografia
Christina Cox è nata appena fuori Toronto, la più giovane di tre figlie. Le sue due sorelle si chiamano Tracey e Melissa. Ha studiato teatro e danza presso la York Arts presso Unionville High School, e ha continuato la sua formazione teatrale presso la Ryerson Theatre School di Toronto, dove ha studiato per due anni. È conosciuta per avere interpretato la co-protagonista nel film canadese del 1999 Meglio del cioccolato, e ha preso parte nel ruolo di Eva Logan al film The Chronicles of Riddick. Ha ricevuto un Gemini Award nomination per la sua interpretazione di Angela Ramirez nella serie TV F/X. Cox era un membro originale del cast della sit-com Girlfriends nel ruolo di Lynn, nell'episodio pilota.
Cox è apparsa in numerose produzioni teatrali nazionali, come William Shakespeare La dodicesima notte di Jim Cartwright. Il suo primo ruolo come protagonista in una serie televisiva è stato quello di Vicki Nelson in Blood Ties, una serie televisiva canadese di genere horror, basata sui racconti dei Blood Books di Tanya Huff. Ha interpretato il ruolo dell'astronauta-biologa Jen Crane in ABC Defying Gravity. Cox è apparsa anche su Showtime nell'episodio di Dexter "Dex Takes a Holiday", come l'agente di polizia Zoey Kruger. Cox attualmente risiede a Los Angeles, California con il marito Grant Mattos un ex NFL wide receiver per i San Diego Chargers che è apparso nella stagione 2011 della serie Survivor della CBS.

## Filmografia

### Cinema
- Spike of love, regia di Steve DiMarco (1994)
- The Donor, regia di Damian Lee (1995)
- Street Law, regia di Damian Lee (1995)
- Nessuno può proteggermi (No One Could Protect Her), regia di Larry Shaw (1996)
- Meglio del cioccolato (Better Than Chocolate), regia di Anne Wheeler (1999)
- Code Name Phoenix, regia di Jeff Freilich (2000)
- Sometimes a Hero, regia di Jalal Merhi (2003)
- The Chronicles of Riddick, regia di David Twohy (2004)
- Max Havoc: Ring of Fire, regia di Terry Ingram (2006)
- Elysium, regia di Neill Blomkamp (2013)
- Revenge - Vendetta Privata (The Contractor), regia di Sean Olson (2013)

### Televisione
- Forever Knight - serie TV, 4 episodi (1992-1995)
- Due South - serie TV, 2 episodi (1994-1995)
- The Crow: Stairway to Heaven - serie TV, 10 episodi (1998-1999)
- F/X - serie TV, 39 episodi (1996-1998)
- Pianeta Terra - Cronaca di un'invasione (Earth: Final Conflict ) – serie TV (1999-2000)
- La fuggitiva (Jane Doe), regia di Kevin Elders – film TV (2001)
- Stargate SG-1 - serie TV, episodio 5x20 (2002)
- Cold Case - Delitti irrisolti - serie TV, episodio 1x09 (2003)
- CSI: Miami - serie TV (2004)
- Nikki e Nora - serie TV (2005)
- Numb3rs - serie TV (2005)
- Dr. House - Medical Division (House M.D.) - serie TV, episodio 1x20 (2005)
- Blood Ties - serie TV, 22 episodi (2007–2008)
- Bones - serie TV (2007)
- Stargate Atlantis - serie TV, episodio 5x07 (2008)
- Un uomo da copertina – film TV (2008)
- Defying Gravity – serie TV, 13 episodi (2009)
- Dexter – serie TV, 4x04 (2009)
- 24 – serie TV (2010)
- The Stepson, regia di Anthony Lefresne – film TV (2010)
- The Mentalist – serie TV, episodio 3x05 (2010)
- NCIS - Unità anticrimine – serie TV, episodio 8x13 (2011)
- Accusata ingiustamente (Fugitive at 17), regia di Jim Donovan – film TV (2012)
- Virtual Lies - Fuori controllo (Cyber Seduction), regia di George Erschbamer – film TV (2012)
- Combat Hospital - serie TV, 2 episodi (2012)
- Castle – serie TV, episodio 5x18 (2013)
- Revenge - Vendetta privata – film TV (2013)
- Perception – serie TV, episodio 3x05 (2014)
- Arrow – serie TV, 3 episodi (2014-2015)
- NCIS: Los Angeles – serie TV, episodio 6x18 (2015)
- Shadowhunters – serie TV, 9 episodi (2016-2017)
- Ritiro mortale, regia di Jane T. Higgins - film TV (2021)
- Reacher – serie TV, 3 episodi (2023-2024)

## Doppiatrici italiane
Nelle versioni in italiano delle opere in cui ha recitato, Christina Cox è stata doppiata da:
- Alessandra Cassioli in Dr. House - Medical Division
- Irene Di Valmo in The Mentalist
- Laura Romano in NCIS - Unità anticrimine
- Roberta Paladini in Perception
- Francesca Zavaglia in Castle
- Chiara Colizzi in NCIS: Los Angeles
- Emanuela D'Amico in Shadowhunters
- Francesca Fiorentini ne Le indagini di Hailey Dean - Una terribile vendetta
- Giorgia Locuratolo in Criminal Minds
- Barbara De Bortoli in Reacher